# ОШ Свети Сава Божица
ОШ „Свети Сава” у Божици, једна је од установа основног образовања на територији општине Сурдулица.